# Ganaș
Ganaș (węg. Gánáspuszta) – wieś w Rumunii, w okręgu Satu Mare, w gminie Acâș. W 2011 roku pozostawała niezamieszkana.